# Querschuss
Querschuss ist ein deutscher Fernsehfilm von Nicole Weegmann aus dem Jahr 2024.

## Handlung
Die Handlung beginnt im Garten hinter einem Haus, wo das Mädchen Stella mit seinem Großvater Joachim, einem pensionierten Arzt, spricht und ihm eine Himbeere in die Hand drückt. Es ist vorgesehen, dass Joachim am nächsten Tag seinen 80. Geburtstag feiert, mit dessen Planung sich Sohn Andreas und Frau Bibi noch befassen. Die Familie lebt im Nachbarhaus, in der früheren Praxis von Joachim. Kaum ist Stella hereingekommen, gibt es einen lauten Knall. Es stellt sich heraus, dass Joachim durch einen Schuss in sein Herz Suizid begangen hatte.
Das Ereignis wirft die Planung vollständig durcheinander. Zunächst wird die Polizei informiert, um eine Straftat auszuschließen, anschließend werden die Gäste vom Ableben des Jubilars informiert, wobei nur wenige über die Art des Todes informiert werden sollen. Während Andreas Joachims Hausarzt Tsolkas aufsucht, um nach möglichen Erkrankungen zu fragen, die einen Suizid erklären könnten, fangen die von Stella in den Garten gelassenen Zeltbauer bereits an, das Zelt für den Geburtstag aufzubauen. Da dieses jedoch nicht gleich wieder abgeholt werden kann, einigt man sich mit dem Stellas eintreffenden Bruder Clemens darauf, es einfach stehen zu lassen. Später wird auch noch bestelltes Catering gebracht werden.
Auch Andreas’ Schwester trifft im Haus ein, eine Künstlerin, die Vater Joachim deutlich näherstand als Andreas, obwohl sie nicht nebenan wohnte. Zudem stößt Joachims Jugendliebe Bernadette wenig später dazu, die bezüglich der körperlichen Beziehung zu Joachim kein Blatt vor den Mund nimmt. Erste Streitigkeiten ergeben sich, nachdem Joachims Testament gefunden wurde, denn er hatte das Haus bereits seiner Tochter Ulrike vermacht und von ihr solle es nach ihrem Tod an seinen Enkel Clemens gehen. Als der Bestatter wegen der Planung der Beisetzung kommt, eskalieren die Streitigkeiten. In den Gesprächen wird klar, dass das Verhältnis zwischen Andreas und seinem Vater Joachim in der Kindheit nicht besonders gut gewesen sei und dass Joachim eine innigere Freundschaft mit Enkel Clemens pflegte, der ihn seit Jahren jeden Sonntag anrief. Andreas selbst sieht sich mehr und mehr als Versager im Verhältnis mit seinem Vater, dessen Liebling immer Schwester Ulrike war. Erst durch Bibis Unterstützung und nachdem er mit Ulrike beim Bestatter den aufgebahrten Vater gesehen hat, geht es Andreas wieder besser.
Die Familie beginnt jetzt, Erinnerungen an Joachim und die Vergangenheit auszutauschen und so einiges zu verarbeiten. Bernadette gesteht, dass sie zwar von der Absage der Feier wusste, aus Einsamkeit aber dennoch gekommen sei. Es stellt sich auch heraus, dass Joachim die Befürchtung gehabt hatte, er könne zum Pflegefall werden, zusätzlich kann Bernadette aus früheren Briefen Joachims darstellen, dass dieser bereits 60 Jahre zuvor suizidale Gedanken hatte. Schließlich sitzen alle im Zelt zusammen und feiern posthum Joachims 80. Geburtstag.
In der letzten Szene sieht man Andreas, Bibi, Stella und Clemens gemeinsam als Familie zum Bestatter fahren, um sich gemeinsam von Joachim zu verabschieden.

## Kritiken
Rainer Tittelbach von Tittelbach.tv schrieb: „Bis ins Detail stimmen in dem alltagsnahen Fernsehfilm von Esther Bernstorff (Buch) und Nicole Weegmann (Regie) die Charaktere, die Konstellationen, die in all ihren möglichen Varianten abwechslungsreich ausgespielt werden, und die kommunikativen Dynamiken, wie man sie nicht nur bei Familienzusammenkünften findet“
Im Filmdienst bekam Querschuss eine positive Kritik. Katharina Zeckau schrieb „Die Drehbuchautorin Esther Bernstorff stellt in „Querschuss“ erneut ihre hohe Qualität bei Figurenzeichnung, alltagsnahen Dialogen und dem Entwerfen psychologisch überzeugender Beziehungen unter Beweis. Die spielfreudigen Schauspieler bilden unter der sorgfältigen Regie von Nicole Weegmann ein stimmiges familiäres Geflecht, in dem die Figuren bei allen Zuschreibungen etwas Durchlässig-Flirrendes behalten.“
TV Spielfilm hebt bei dem Film Starkes Ensemble, Ironie und feine Zwischentöne hervor und gibt einen Daumen hoch.
Bei Prisma heißt es: „Die Drehbuchautorin Esther Bernstorff stellt in „Querschuss“ erneut ihre hohe Qualität bei Figurenzeichnung, alltagsnahen Dialogen und dem Entwerfen psychologisch überzeugender Beziehungen unter Beweis. Die spielfreudigen Schauspieler bilden unter der sorgfältigen Regie von Nicole Weegmann ein stimmiges familiäres Geflecht, in dem die Figuren bei allen Zuschreibungen etwas Durchlässig-Flirrendes behalten.“

## Hintergrund
Produziert wurde der Film von Clausen und Putz in Kooperation mit dem BR und Arte. Gedreht wurde zwischen dem 20. Juni 2023 und dem 20. Juli 2023 in München und Umgebung. Die erste Vorführung erfolgte 2024 beim Festival des deutschen Films. Erstmals im Fernsehen war der Film am 27. September 2024 bei Arte zu sehen. Seit dem 5. Februar 2025 ist er für ein Jahr in der ARD Mediathek abrufbar.

## Soundtrack
Für den Soundtrack wurden unter anderem folgende Songs verwendet:
- Joan Baez (Diamonds And Rust)
- Clueso (Alles zu seiner Zeit)